# Ciudad de los Deportes

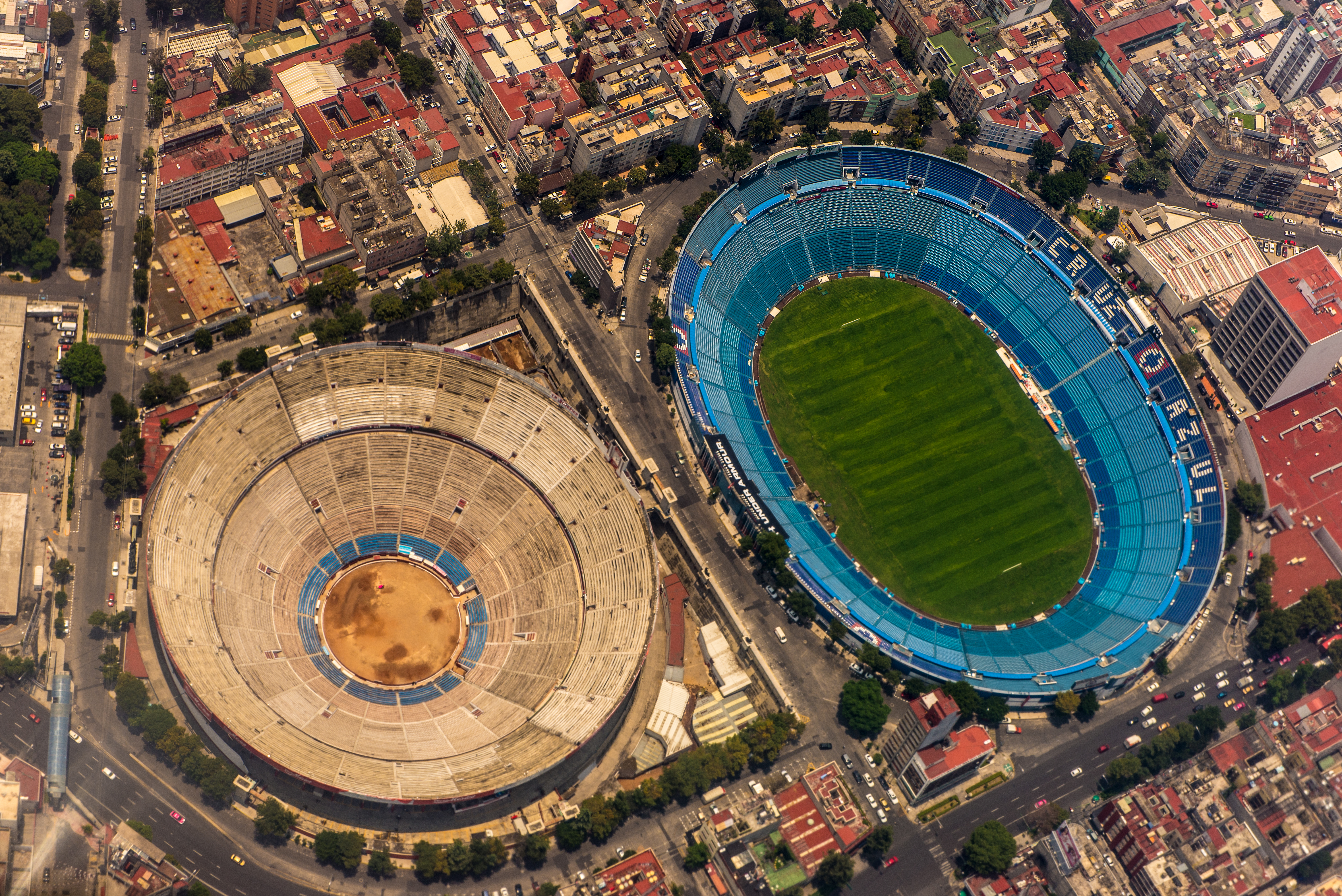
Vista aérea de los dos edificios emblemáticos de la Ciudad de los Deportes: la Plaza México y el Estadio de la Ciudad de los Deportes

Ciudad de los Deportes es una colonia ubicada al sur de la Ciudad de México en la alcaldía Benito Juárez. Parte de sus terrenos comprenden una antigua zona ladrillera y tierras que pertenecieran alguna vez al rancho conocido como San Carlos, ubicado entre los poblados de Mixcoac y Tacubaya, entonces a las afueras de la Ciudad de México.
Concebida alguna vez como una enorme zona deportiva que contuviera una parte habitacional e incluso una pequeña zona comercial, la llamada Ciudad de los deportes contaría con grandes zonas deportivas que incluirían canchas de tenis, frontón, canchas de fútbol, gimnasio y albercas. Solo se vieron concluidas dos obras monumentales que se encuentran dentro de sus límites: la Monumental Plaza de toros México y el Estadio de la Ciudad de los Deportes, puntos de referencia obligada en esta parte de la ciudad.

## Ubicación
Los límites de ésta colonia corresponden al norte con la Avenida San Antonio, al sur con la Calle de Holbein y el antiguo pueblo de San Juan; al Oriente con la Avenida de los Insurgentes la Avenida Pensilvania y las colonias Del Valle y Nápoles; al Poniente con la Avenida Patriotismo y la Colonia Nonoalco. 
La colonia se encuentra ubicada dentro de la alcaldía Benito Juárez de la Ciudad de México.

## Nomenclatura
Las nomenclaturas que son usadas para las calles de ésta colonia corresponden a los nombres de importantes pintores como Auguste Rodin, Paolo Uccello y Holbein.

## Historia
La Ciudad de los Deportes se inició como un gran fraccionamiento a comienzos de los años 40 del siglo XX, en donde se tenía proyectado dentro de la extensión que correspondía al otrora rancho de San Carlos y la ladrillera La Guadalupana, la construcción de una gran unidad deportiva, como su nombre lo indicaba, una moderna Ciudad de los Deportes al sur de la Ciudad de México. Este enorme complejo planificado contaría con grandes espacios para diversas actividades deportivas: Canchas de tenis, de fútbol, boliches, albercas, frontones, arenas, y zonas comerciales y residenciales, e incluso una gran plaza de toros y un estadio de fútbol para los grandes eventos; zonas que en su momento pudieran satisfacer la demanda de las nacientes colonias como proceso de la expansión de la ciudad hacia la zona Sur del Distrito Federal. El proyecto pudo ver su comienzo hacia el año de 1944.
La idea original de éste se le atribuye al empresario Neguib Simón Jalife, quien incluso fundó una empresa para poder llevar a cabo tal magnitud de proyecto. Debido a que atravesó por problemas financieros sólo se pudieron terminar las dos obras más grandes que se proyectaron: El Estadio Olímpico de la Ciudad de los Deportes y la Monumental Plaza de toros México ambos terminados en el año de 1946. También se sabe que ambos se encuentran a desnivel del suelo ya que ocupan las excavaciones realizadas por la antigua ladrillera; así también la plaza de toros es la plaza más grande y cómoda del mundo.
A las anteriores construcciones se les suman los edificios de corte moderno, destacando la mayoría que corresponden a edificios de departamentos de varios niveles, así como otros de carácter comercial, de cuya actividad se incrementó en la colonia en los últimos años.

## Transporte
Sobre la avenida de los Insurgentes se encuentra la estación Ciudad de los Deportes que forma parte de la Línea 1 del Metrobús de la Ciudad de México
En cuanto a estaciones del metro, la más cercana es la que corresponde a la estación de San Antonio de la línea 7 del Metro de la Ciudad de México, ubicada en las esquinas de las avenidas Revolución y San Antonio, en la colonia Nonoalco.

## Principales atractivos
- Estadio de la Ciudad de los Deportes

- Plaza de toros Monumental de México